# Wu Bai
Wu Bai 伍佰 (en idioma taiwanés) (Taipéi, 14 de enero de 1968) es un cantante taiwanés de rock.
Su banda es llamada China Blue y está compuesta por Dino Zavolta (percusionista), Yu Da Hao (teclados), Zhu Jian Hui (bajo) y el propio Wu Bai como guitarrista y cantante.
Wu Bai con China Blue lanzaron su primer disco en el año 1992, seguido de varias actuaciones en directo en bares de Taiwán.
Actualmente es uno de los grupos más famosos de Taiwán y sus éxitos se extienden por parte de Asia.

## Discos
- 1992: 愛上別人是快樂的事 (Amar a otra gente es algo muy feliz)
- 1994: 浪人情歌 (Gente solitaria, canciones de amor)
- 1996: 愛情的盡頭 (El límite del amor)
- 1998: 樹枝孤鳥 (El pájaro solitario en la rama)
- 1999: 白鴿&美麗新世界 (El pigmeo blanco y el nuevo mundo) (2CD)
- 2000: 聖石傳說電影原聲帶, 2 CD
- 2000: 伍佰&CHINA BLUE電影歌曲典藏 (Diccionario de canciones de Wu Bai y China Blue)
- 2001: 夢的河流 (El río del amor)
- 2003: 淚橋 (Puente de lágrimas), CD+VCD
- 2005: 雙面人 (Gente con dos lados)
- 2005: GOPA人面鯊

- Datos: Q718279
- Multimedia: Wu Bai / Q718279